# Кийр
Кийр (угор. Kér, грец. καρή) — одне із семи угорських племен, що входило в давньоугорську конфедерацію племен епохи малого переселення народів, періоду вторгнення в Паннонію кінця IX — початку X ст. та «Завоювання батьківщини на Дунаї» у вигляді заснованої там близько 1000 року християнської монархії — Угорського королівства.
Плем'я Кийр згадує Костянтин VII Багрянородний в його праці «Про управління імперією». Етимологія назви невідома, в сучасній угорській мові «Kér» — це дієслово «Запитати». В історіографії угорське плем'я Кийр зіставляється з башкирським плем'ям Юрмі (башк. Юрми, Юрмий).
Всі племена, що входили до складу давньоугорської конфедерації племен:
1. Єну — (угор. Jenő, грец. γενάχ)
2. Кеси — (угор. Keszi, грец. κασή)
3. Кийр — (угор. Kér, грец. καρή)
4. Кюртдьормот — (угор. Kürtgyarmat, грец. κουςτουγερμάτου)
5. Медьєр — (угор. Megyer, грец. μεγέρη)
6. Нєйк — (угор. Nyék, грец. νέκη)
7. Тор'ян — (угор. Tarján, грец. ταριάνου)
8. Кавари — (угор. Kabarok, грец. κάβαροι)